# IC 2475
IC 2475 ist eine Spiralgalaxie vom Hubble-Typ Sb im Sternbild Löwe auf der Ekliptik. Sie ist etwa 474 Millionen Lichtjahre von der Milchstraße entfernt und hat einen Durchmesser von etwa 50.000 Lichtjahren.

Im selben Himmelsareal befinden sich u. a. die Galaxien IC 2476, IC 2478, IC 2479, IC 2480.
Das Objekt wurde am 10. Januar 1900 von Stéphane Javelle entdeckt.